# Krantz en Zoon

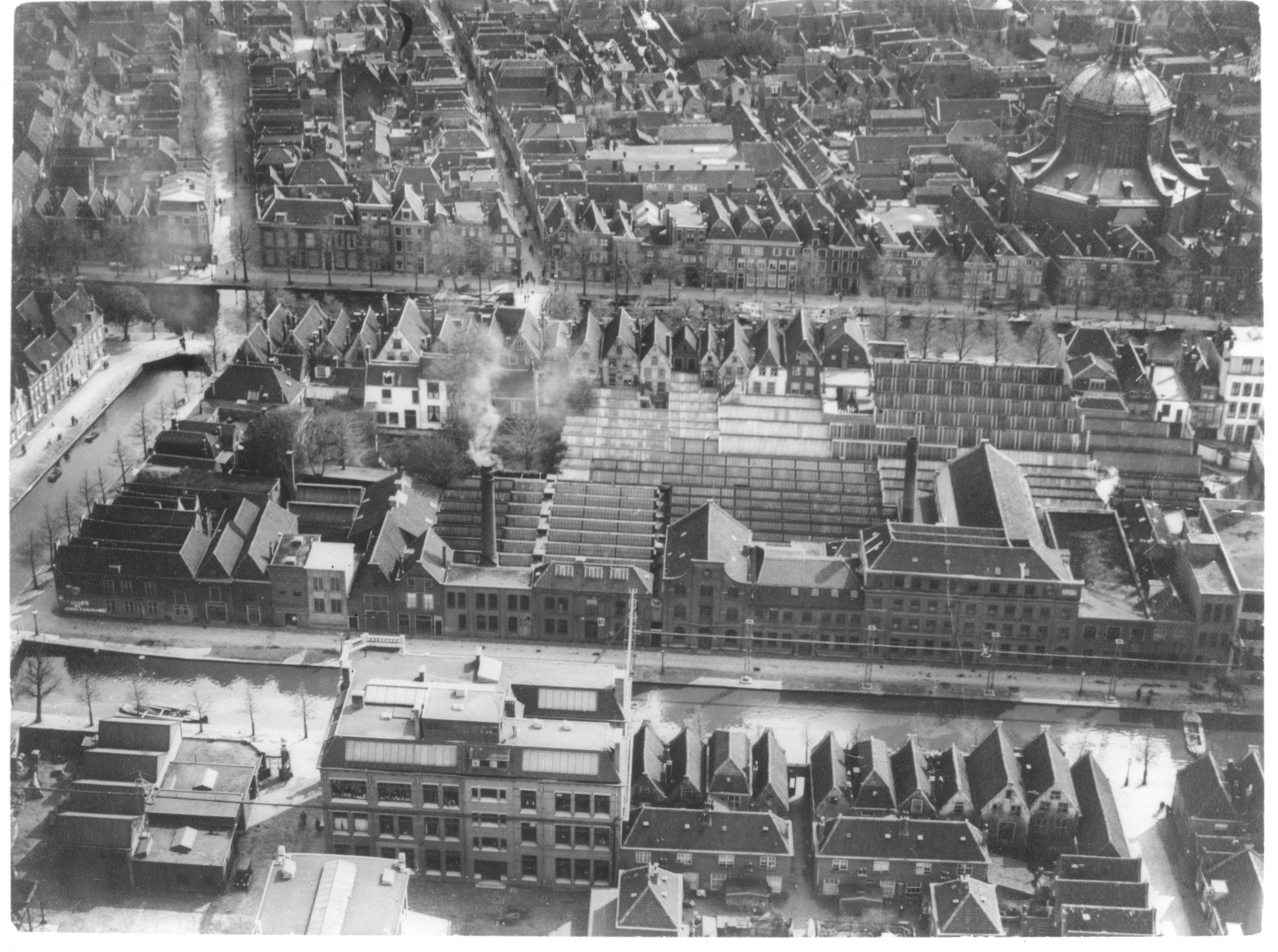
De bedrijfsgebouwen van Krantz en Zoon op een luchtfoto uit 1924

J.J. Krantz en Zoon was van 1826 tot het faillissement in 1978 een fabriek van laken en wollen stoffen aan de Oude Singel in de Nederlandse stad Leiden. 

## Geschiedenis
Het ontstaan van de fabriek van Krantz en Zoon gaat terug op de samenwerking die Johannes Justus Krantz en Arnoldus Nolet op 29 juni 1799 in Den Haag formaliseerden om samen een lakenhandel en stoffenwinkel te beginnen in het huis "De Zeeman" op de hoek van de Spuistraat en de Venestraat. In 1809 breidden zij hun activiteiten uit naar Leiden door de overname van een werkplaats met inboedel van Willem van Lelyveld. Hier, tussen de Langestraat en de Herengracht, begonnen zij met de productie van wollen stoffen. Nadat Nolet zich drie jaar later terugtrok werkte J.J. Krantz nog korte tijd samen met P.J. van der Horst, maar per 20 augustus 1817 verwierf Krantz 100% van het bedrijf. Het complex tussen de Langestraat en de Herengracht werd verkocht aan de regenten van het Minnehuis, die er vervolgens een bejaardenhuis zouden laten bouwen.
Krantz verplaatste de productie naar de Oude Singel (later genummerd Oude Singel 88), waar het bedrijf tot het eind gevestigd zou blijven. De activiteiten bestonden uit alle bewerkingen tot aan het getouw, zoals wolwassen, schrobbelen, voorspinnen en kettingscheren, en ook het ruwen en droogscheren van de geweven stof. Het weven zelf en ook het verven van de stof werd uitbesteed. Dat gebeurde door individuele wevers in hun eigen woning. De werkzaamheden in de fabriek waren gemechaniseerd. Vanaf 1822 door paardenkracht en vanaf 1827 door stoommachines.

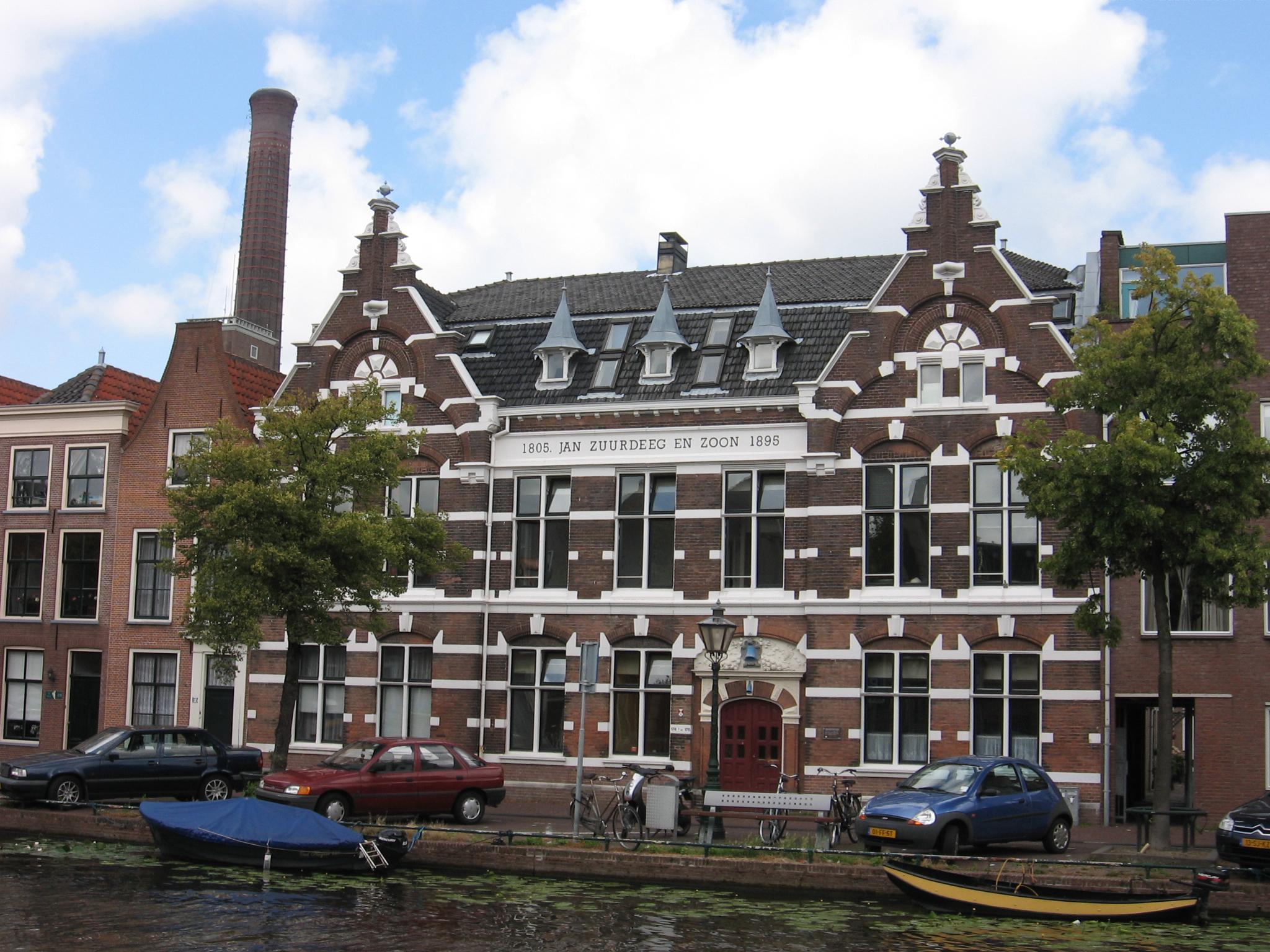
Lakenfabriek Oude Singel 174-182

De fabriek werd per 1 januari 1826 losgemaakt van de activiteiten in Den Haag en Krantz ging in Leiden verder met zijn zoon Johannes Justus Krantz jr. onder de naam Krantz en Zoon. Het bedrijf werd uitgebreid door de overname van de verouderde spinnerij van Dozy, die iets verder op ook aan de Oude Singel was gevestigd (later Oude Singel 178). Ook hier werd de paardenkracht vervangen door stoomkracht en de activiteiten werden verdeeld over beide locaties. De activiteiten werden uitgebreid met het voorheen uitbestede weven en verven. De volledige lakenfabricage gebeurde sindsdien in eigen huis. Geleidelijk aan ging men naast het bedienen van de Nederlandse markt zich ook op de export richten.
In het begin van de jaren zeventig van de 19e eeuw breidde men de activiteiten uit met de productie van wollen dekens. Hiervoor werd een nieuw fabrieksgebouw, ontworpen door Carel Blansjaar, in gebruik genomen op de hoek van de Baatstraat en de Zandstraat, grenzend aan de van Dozy overgenomen gebouwen aan de Oude Singel. De resultaten van deze diversificatie vielen echter zo tegen dat het nieuwe complex al in 1877 werd overgedaan aan de firma Zuurdeeg. Ook de afzet van laken en andere wollen stoffen ondervond steeds meer last van de toenemende vraag naar confectiekleding. Van alle lakenfabrieken in Leiden was in 1889 alleen nog Krantz overgebleven. Dat was te danken aan de hoge kwaliteit van het geproduceerde Leidse laken, waarmee men bijna een monopoliepositie innam op de markt voor uniform- en livreistoffen. 
Het bedrijf bleef groeien en ook het fabriekscomplex bleef zich uitbreiden totdat vrijwel het hele blok tussen de Oude Singel, de Volmolengracht en de Langegracht in beslag werd genomen. De rechtsvorm als vennootschap onder firma (vof) was van 1933 tot 1941 omgezet in een naamloze vennootschap (nv), waarna het bedrijf vanaf 1 januari 1941 weer een vof was, om per 1 januari 1950 opnieuw – en nu definitief – te worden omgezet in een nv. Ondanks deze rechtsvorm bleef Krantz en Zoon een familiebedrijf, dat zelf in zijn kapitaalsbehoefte voorzag.
Doordat de textielindustrie een steeds minder goede reputatie kreeg, werd het moeilijk om aan voldoende personeel te komen. Om die reden fuseerde Krantz in 1977 met de Vaalser Textielfabrieken (VTF), die wel voldoende personeel, maar geen opdrachten hadden. De schuldenlast van de VTF leidde in oktober 1978 tot het faillissement. Aan de kant van de Oude Singel zijn woningen in de plaats gekomen van het fabriekscomplex. Aan de kant van de Langegracht staan nu onder meer een politiebureau en een grote supermarkt met parkeergarage.

## Maatschappelijk
De heren Krantz beperkten zich niet tot hun zakelijke activiteiten. Zij hebben ook een belangrijke bijdrage geleverd op sociaal en cultureel terrein. Zo waren ze actief in verschillende besturen, zoals de Maatschappij voor Toonkunst, het Reuvensfonds (de vereniging tot steun van het Rijksmuseum van Oudheden) en de Leidsche Bouwvereniging (Leidens oudste woningbouwvereniging). Ook zetten zij zich in voor de scholing, leefomstandigheden en huisvesting van de arbeiders. Zo hadden zij vanaf 1 januari 1858 een bakkerij om de eigen werknemers van goed en goedkoop brood te voorzien en exploiteerden zij van 1895 tot 1925 een tweetal badhuizen (het van 1895 daterende pand Oude Singel 102, ook naar ontwerp van Carel Blansjaar, is nog als zodanig te herkennen). 
Boudewijn Franciscus Krantz sr. was een periode raadslid en Boudewijn Franciscus Krantz jr. een van de initiatiefnemers tot de aanleg van de Leidse Hout als recreatiebos voor de Leidse bevolking. Dr. Leonard Pieter Krantz was als deskundige betrokken bij de problematiek van watervervuiling en -verversing. Het Gemeentearchief Leiden kwam als eerste gemeentelijke archiefgebouw in Nederland tot stand dankzij een legaat in 1893 van A.J. Krantz.
L.P. Krantz en zijn broer A. Krantz werden in de jaren 1930 lid van de Nationaal Socialistische Beweging. Eerstgenoemde vestigde in december 1940 op Rapenburg 26 de Stichting tot bestudering van het nationaal-socialisme. Ook het Nationaal-Socialistische Studentenfront trok hier in en in 1942 volgde het NSB-kringhuis, nadat hun vorige pand in brand was gestoken. Ook het bedrijf Krantz en Zoon zelf collaboreerde met de Duitsers.
Van 1901 tot en met 1960 was de familie Krantz eigenaar en bewoner van Huys te Warmont. De familie onderhield de buitenplaats goed. In 1960 werd het huis verkocht aan de Stichting Huis te Warmond en het park van 23 ha in 1961 aan het Zuid-Hollands Landschap. In de volksmond heet het landgoed 'het bos van Krantz'.